# 583 Klotilde
583 Klotilde
583 Klotilde là một tiểu hành tinh ở vành đai chính. Nó được J. Palisa phát hiện ngày 31.12.1905 ở Viên và được đặt theo tên Klotilde, con gái của nhà thiên văn học người Áo Edmund Weiss, giám đốc đài thiên văn hoàng gia Wien